# Ametralladora T24
La ametralladora T24 fue un prototipo creado por ingeniería inversa de la ametralladora de propósito general alemana MG 42 durante la Segunda Guerra Mundial como un posible reemplazo del fusil automático Browning y de la Browning M1919A4 para las escuadras de infantería. La T24 disparaba el cartucho .30-06 Springfield.
Los diseñadores de armas alemanes adoptaron una filosofía durante la Segunda Guerra Mundial de hacer armas que pudieran ser fabricadas eficientemente. La MG 42 fue un primer ejemplo. Cuando los soldados de Estados Unidos vieron por primera vez la MG 42 se burlaron de ella por el uso de piezas construidas de chapa de acero estampada, hasta que se dieron cuenta de cuánto más rápido y barato podían fabricarse armas de este tipo.[cita requerida] En febrero de 1943, el Departamento de Armamentos del Ejército publicó un primer reporte de la MG 42, seguido por pruebas sobre ejemplares capturados. Los sistemas de alimentación y de cambio del cañón eran considerados como algunas características mejor diseñadas. El Ejército quería poder fabricar esta ametralladora de uso general porque era técnicamente avanzada y mucho más fácil de fabricar que las ametralladoras ligeras y medias que poseía en ese momento. Se decidió modificar varias MG 42 para disparar el cartucho .30-06 Springfield M2. La MG 42 disparaba el cartucho 7,92 x 57 Mauser.
La división Saginaw Steering Gear de General Motors recibió un contrato para fabricar dos prototipos designados como T24. Debía poder usar el trípode M2. La ametralladora fabricada era una copia casi exacta de la MG 42. Algunos cambios fueron el uso de un cañón recalibrado para el .30-06 Springfield y el aumento de peso del cerrojo, en un intento de reducir la cadencia de disparo, cumpliendo con los requisitos. La cadencia de la MG 42 puede modificarse usando cerrojos y resortes recuperadores diferentes. Un cerrojo más pesado usa más energía del retroceso para vencer la inercia, lo que reduce la velocidad de disparo. Se utilizó un cerrojo más pesado y un resorte recuperador más duro. Las ametralladoras MG 42 a las que la Saginaw Steering Gear les aplicó ingeniería inversa para crear sus prototipos de la T24 tenían un cerrojo que pesaba 505 g, notablemente más liviano. Saginaw Steering Gear no ajustó las dimensiones de los prototipos para el casquillo del .30-06 Springfield, que era 6,35 mm más largo. El cartucho alemán 7,92 × 57 mm s.S. Patrone era algo más potente, con una bala de mayor diámetro y más pesada, por lo que el rumor de que Saginaw Steering Gear abandonó el proyecto porque el .30-06 Springfield es más potente no es cierto.[cita requerida] El 7,92 x 57 es balísticamente superior.
Cuando uno de los dos prototipos de la T24 fueron probados en Aberdeen Proving Ground, sólo disparó un tiro y tuvo una falla de extracción. Un segundo intento dio el mismo resultado. El otro prototipo estaba plagado de excesivas fallas de eyección y, en menor medida, fallas en la alimentación. La cadencia de tiro promedio fue de 614 disparos por minuto. Entre enero y febrero de 1944, el funcionamiento insatisfactorio de las pruebas en Aberdeen Proving Ground condujo a cambios y modificaciones de varias partes en un esfuerzo por llevar las armas a un estado en el que pudieran continuar con las pruebas, pero todos los esfuerzos fallaron. Las pruebas cesaron en febrero de 1944 después de 51 interrupciones de un total de 1.583 disparos, cuando se hizo evidente que el arma requería un mayor desarrollo. En marzo de 1944 el Ejército concluyó que el prototipo T24 era insatisfactorio recomendó que se hiciera un mayor desarrollo antes someter el arma a la prueba estándar de ametralladora ligera.
Sin embargo, la constatación de que el cartucho .30-06 Springfield era demasiado largo para que el mecanismo de la ametralladora funcionara de manera fácil y confiable resultó en el descarte del proyecto. Saginaw Steering Gear no tuvo la oportunidad de corregir las fallas para obtener un funcionamiento ininterrumpido confiable, y preparar así la ametralladora para la producción en masa antes de que terminara la Segunda Guerra Mundial.